# Friedrich Goltz

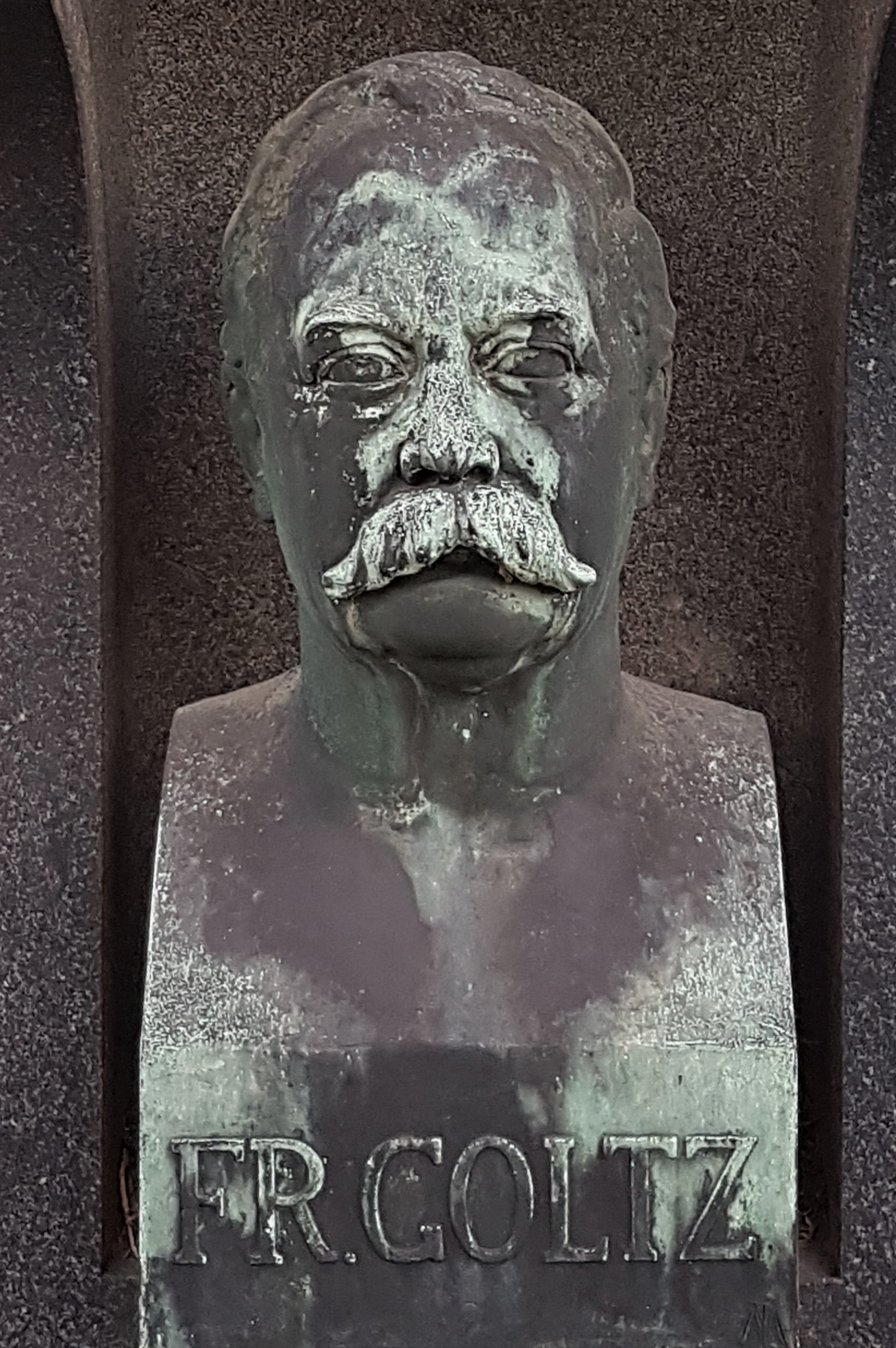

Friedrich Leopold Goltz (14. srpna 1834 Poznaň – 5. května 1902 Štrasburk) byl německý fyziolog. Byl synovcem spisovatele Bohumila Goltze.

## Biografie
Vystudoval medicínu na univerzitě v Königsbergu a po dvou letech chirurgické praxe působil jako prosektor anatomie v Königsbergu. V roce 1870 vystřídal Alfreda Wilhelma Volkmanna (1801–1877) na postu profesora fyziologie na univerzitě v Halle a následovala profesura na univerzitě ve Straßburgu (od roku 1872). Je znám svými experimenty v oblasti neurofyziologie a je mu připisováno, že jako první vědec provedl hemisférektomii na psovi.
V roce 1870 zavedl "hydrostatickou koncepci" zahrnující polokruhovité kanálky vnitřního ucha a jejich schopnost přenášet vjemy polohy, a tedy poskytovat pomoc při ekvilibriocepci. Goltz navrhl, že kanálky se starají především o rovnováhu hlavy a že pohyby těla jsou regulovány více či méně vědomým povědomím jedince o poloze jeho hlavy v prostoru.
Goltz zastával jednotný názor na funkci mozku, který demonstroval v Londýně na Mezinárodním lékařském kongresu v roce 1881. Zde ukázal, že pes s odstraněnými částmi mozkové kůry může zůstat funkční. Naopak skotský neurolog David Ferrier zastával názor o lokalizaci mozkových funkcí, který demonstroval na stejné konferenci. Ferrier prezentoval opice makaky, u nichž došlo ke zvláštnímu ochrnutí po specifických operacích motorické kůry. Ferrierova demonstrace lokalizovaných funkcí zapůsobila na lékařskou komunitu a byla považována za důležitý impuls ve vývoji neurologické chirurgie.